# La Roquette-sur-Siagne

La Roquette-sur-Siagne este o comună în departamentul Alpes-Maritimes din sud-estul Franței. În 1 ianuarie 2022 avea o populație de 5.552 de locuitori.